# Organització territorial de Jamaica
Jamaica està dividida administrativament en 14 parròquies, que estan integrades en tres comtats històrics.

## Comtats

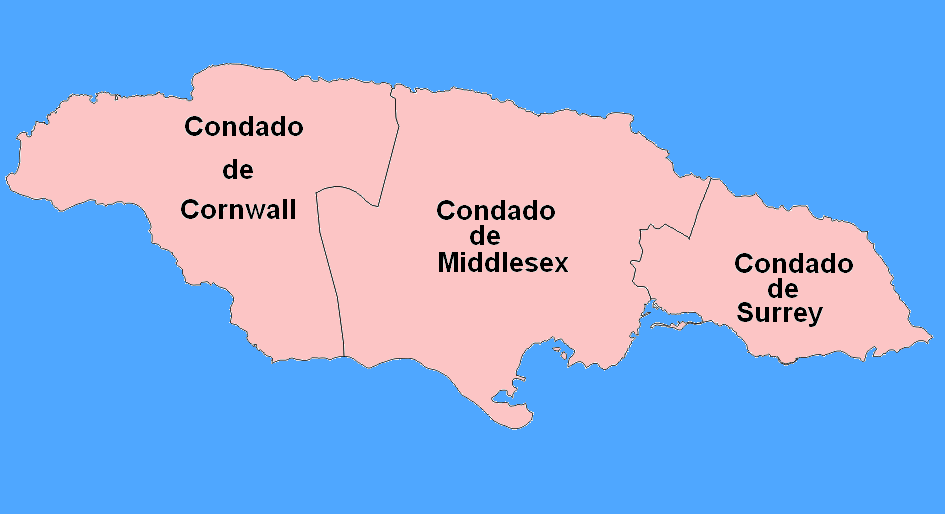
Comtats de Jamaica.

Tot i que el país està dividit en tres comtats, aquests no tenen actualment significació administrativa; el valor administratiu el tenen les catorze parròquies enumerades a continuació.
1. Comtat de Cornwall
2. Comtat de Middlesex
3. Comtat de Surrey

## Parròquies
A continuació hi ha una llista de les parròquies numeradas segons l'ordre en què apareixen al mapa que mostra la divisió territorial de Jamaica:
|                     | Parròquia       | Capital         | Superfície km² | Població cens 2011 |
| ------------------- | --------------- | --------------- | -------------- | ------------------ |
| Comtat de Cornwall  |                 |                 |                |                    |
| 1                   | Hanover         | Lucea           | 450,4          | 69.533             |
| 2                   | Saint Elizabeth | Black River     | 1.212,4        | 150.205            |
| 3                   | Saint James     | Montego Bay     | 594,9          | 183.811            |
| 4                   | Trelawny        | Falmouth        | 874,6          | 75.164             |
| 5                   | Westmoreland    | Savanna-la-Mar  | 807,0          | 144.103            |
| Comtat de Middlesex |                 |                 |                |                    |
| 6                   | Clarendon       | May Pen         | 1.196,3        | 245.103            |
| 7                   | Manchester      | Mandeville      | 830,1          | 189.797            |
| 8                   | Saint Ann       | Saint Ann's Bay | 1.212,6        | 172.362            |
| 9                   | Saint Catherine | Spanish Town    | 1.192,4        | 516.218            |
| 10                  | Saint Mary      | Port Maria      | 610,5          | 113.615            |
| Comtat de Surrey    |                 |                 |                |                    |
| 11                  | Kingston        | Kingston        | 21,8           | 89.057             |
| 12                  | Portland        | Port Antonio    | 814,0          | 81.744             |
| 13                  | Saint Andrew    | Half Way Tree   | 430,7          | 573.369            |
| 14                  | Saint Thomas    | Morant Bay      | 742,8          | 93.902             |